# Référentiel technique
En France, le référentiel technique  est l’ensemble des conditions pour un producteur d’électricité afin de se raccorder  à un réseau électrique. 
Cette nouvelle documentation est issue d’une décision de la Commission de Régulation de l’Énergie du 7 avril 2004.
Le gestionnaire du réseau de distribution (ERDF) et le gestionnaire du réseau de transport (RTE) étant deux entités séparées, ils fournissent chacun leur propre référentiel technique. Les entreprises locales de distribution (ELD), dans leur fonction de gestionnaire du réseau de distribution (GRD), doivent elles aussi fournir un référentiel technique.